# Венгрия на зимних Олимпийских играх 2002
Венгрия принимала участие в Зимних Олимпийских играх 2002 года в Солт-Лейк-Сити (США) в девятнадцатый раз за свою историю, но не завоевала ни одной медали.

## Состав сборной
Сборная страны состояла из 25 спортсменов (14 мужчин, 11 женщин), которые выступили в соревнованиях по конькобежному спорту, биатлону, шорт-треку, бобслею, лыжным гонкам, горнолыжному спорту и фигурному катанию.
Самой молодой участницей сборной была 15-летняя шорт-трекистка Сандра Лайтош, самым старшим участником был 39-летний бобслеист Петер Паллаи. Знаменосцем была конькобежка Кристина Эдьед.

## Результаты

### Биатлон
Соревнования проходили с 11 по 20 февраля в Солджер-холлоу (парк Уосатч-Маунтин в штате Юта).
Мужчины — 10 км спринт
| Спортсмен     | Промахи | Время   | Место |
| ------------- | ------- | ------- | ----- |
| Имре Тагшерер | 3       | 29:08,6 | 75    |

Мужчины — Индивидуальная гонка 20 км
| Спортсмен     | Время   | Промахи | Поправленное время | Место |
| ------------- | ------- | ------- | ------------------ | ----- |
| Имре Тагшерер | 56:51,8 | 3       | 59:51,8            | 70    |

Женщины — 7,5 км спринт
| Спортсменка   | Промахи | Время   | Место |
| ------------- | ------- | ------- | ----- |
| Иветт Соллёши | 4       | 27:17,6 | 71    |
| Жужанна Бекеч | 1       | 25:42,1 | 67    |

Женщины — Индивидуальная гонка 15 км
| Спортсменка   | Время   | Промахи | Поправленное время | Место |
| ------------- | ------- | ------- | ------------------ | ----- |
| Жужанна Бекеч | 55:40,7 | 5       | 1’00:40,7          | 65    |
| Иветт Соллёши | 55:34,8 | 1       | 56:34,8            | 58    |

### Конькобежный спорт
Соревнования прошли с 9 по 23 февраля на крытом высокогорном катке «Олимпийский овал Юты».
Мужчины
| Дистанция | Спортсмен  | 1 забег | 1 забег | 2 забег | 2 забег | Итог    | Итог  |
| Дистанция | Спортсмен  | Время   | Место   | Время   | Место   | Время   | Место |
| --------- | ---------- | ------- | ------- | ------- | ------- | ------- | ----- |
| 500 м     | Жольт Бало | 36,24   | 24      | 36,69   | 35      | 72,93   | 31    |
| 1000 м    | Жольт Бало |         |         |         |         | 1:10,57 | 31    |
| 1500 м    | Жольт Бало |         |         |         |         | 1:48,27 | 30    |

Женщины
| Дистанция | Спортсменка    | 1 забег | 1 забег | 2 забег | 2 забег | Итог    | Итог  |
| Дистанция | Спортсменка    | Время   | Место   | Время   | Место   | Время   | Место |
| --------- | -------------- | ------- | ------- | ------- | ------- | ------- | ----- |
| 500 м     | Кристина Эдьед | 39,47   | 27      | 39,81   | 29      | 79,28   | 27    |
| 1000 м    | Кристина Эдьед |         |         |         |         | 1:17,11 | 24    |
| 1500 м    | Кристина Эдьед |         |         |         |         | 1:59,86 | 23    |

### Лыжные гонки
В лыжных гонках Венгрию представляли трое мужчин и одна женщина.
Мужчины — 1,5 км, свободный стиль, спринтерская гонка
19 февраля прошла первая в истории мужская спринтерская лыжная гонка на Олимпиаде. Она проходила в 4 круга, первым из которых была отборочный — все участники бегут с раздельного старта 1,5 км. В следующий круг проходят обладатели 16 лучших результатов. Венгерские спортсмены в следующий круг не прошли.
| Матиаш Холло    | 3:15,11 | 60 | не участвовал | не участвовал | не участвовал | не участвовал | не участвовал |
| Имре Тагшерер   | 3:05,98 | 49 | не участвовал | не участвовал | не участвовал | не участвовал |               |
| Золтан Тагшерер | 3:01,90 | 40 | не участвовал | не участвовал | не участвовал | не участвовал |               |

Мужчины — 20км (10 км классическим стилем + 10 км свободным стилем), гонка преследования
| Спортсмен     | 10 км классическим | 10 км классическим | 10 км свободным | 10 км свободным |
| Спортсмен     | Время              | Место              | Время           | Место в итоге   |
| ------------- | ------------------ | ------------------ | --------------- | --------------- |
| Матиаш Холло  | 33:15,1            | 75                 | не участвовал   | не участвовал   |
| Имре Тагшерер | 33:10,6            | 74                 | не участвовал   | не участвовал   |

Мужчины — 30 км свободным стилем, общий старт
| Спортсмен       | Результат | Результат |
| Спортсмен       | Время     | Место     |
| --------------- | --------- | --------- |
| Золтан Тагшерер | 1’30:50,1 | 66        |

Женщины — 1,5 км, свободный стиль, спринтерская гонка
Первая женская спринтерская лыжная гонка на Олимпиаде прошла 19 февраля.
| Спортсменка     | Отборочный круг | Отборочный круг | Четвертьфинал  | Четвертьфинал  | Полуфинал      | Полуфинал      | Финал          | Финал          |
| Спортсменка     | Время           | Место           | Время          | Место          | Время          | Место          | Время          | Место в итоге  |
| --------------- | --------------- | --------------- | -------------- | -------------- | -------------- | -------------- | -------------- | -------------- |
| Жофия Готтшалль | 3:42,98         | 54              | не участвовала | не участвовала | не участвовала | не участвовала | не участвовала | не участвовала |

Женщины — 10км (5 км классическим стилем + 5 км свободным стилем), гонка преследования
Гонка на 5 км классическим стилем + 5 км свободным стилем, гонка преследования: с раздельного старта спортсменки преодолевают 5 км классическим стилем, а спустя несколько часов стартуют в преследовании как таковом на 5 км свободным стилем через интервалы отставания на классике и в порядке мест, занятых на классике. Состоялась 15 февраля.  
| Спорсменка      | 5 км классическим | 5 км классическим | 5 км свободным | 5 км свободным |
| Спорсменка      | Время             | Место             | Время          | Место в итоге  |
| --------------- | ----------------- | ----------------- | -------------- | -------------- |
| Жофия Готтшалль | 17:36,6           | 70                | не участвовала | не участвовала |

### Фигурное катание
Соревнования прошли с 9 по 21 февраля в «Солт-Лейк-айс-центре». Выступления спортсменов оценивали по старой системе судейства, где важнее была «сумма мест»: сколько судей поставят спортсмена на более высокое место.
Мужчины — одиночное катание
Золтан Тот за короткую программу получил сумму мест 12,5, что поставило его на 25 место из 28 и не позволило выступить в произвольной программе; в итоге технически он занял 25 место в итоговом протоколе.
| Спортсмен  | Сумма мест (TFP) | Короткая программа | Произвольная программа | Место |
| ---------- | ---------------- | ------------------ | ---------------------- | ----- |
| Золтан Тот | —                | 25                 | не участвовал          | —     |

Женщины — одиночное катание
Воспитанница Гургена Варданяна Юлия Шебештьен неплохо выступила в короткой программе и заняла 6 место, в произвольной заняла 8 место, в итоге стала восьмой.
| Спортсменка    | Сумма мест (TFP) | Короткая программа | Произвольная программа | Место |
| -------------- | ---------------- | ------------------ | ---------------------- | ----- |
| Юлия Шебештьен | 11,0             | 6                  | 8                      | 8     |